# 岩本計介
岩本 計介（いわもと けいすけ、1976年1月22日 - ）は、朝日放送テレビ (ABC)所属のアナウンサー。

## 来歴・人物
奈良県桜井市出身。愛称は「ガンちゃん」。実家は稲作農業を営んでいる。
桜井市立桜井中学校・奈良県立郡山高等学校を経て、京都大学法学部へ進学。大学入試センター試験では、数学で満点を取ったという。中学校ではバレーボール部、高校ではハンドボール部、大学ではアメリカンフットボールの強豪・京都大学ギャングスターズに所属。ポジションはクォーターバックで、背番号は10であった。京都大学法学部時代の同級生に宇治原史規（ロザン）がいる。
大学卒業後の2000年に、アナウンサーとして朝日放送に入社。同期入社は小寺右子。入社後は、高校野球・プロ野球・アメフトXリーグなどのスポーツ中継や、ラジオのパーソナリティーとして活躍。また、2008年6月より2010年3月8日まで、月曜日早朝のラジオ放送開始のナレーションを担当していた。
スポーツアナウンサーとしては、2011年から2014年まで男子プロゴルフ「マイナビABCチャンピオンシップ」のメイン実況を務めた。2012年には、1月から7月のロンドンオリンピック開幕直前まで、朝日放送ラジオで月に1回『岩本計介のロンドンオリンピックへの道』のパーソナリティを担当。さらに、同局のアナウンサーでただ1人、ロンドンオリンピックへ取材リポーターとして派遣された。
2015年3月30日からは、『おはよう朝日です』（朝日放送テレビ平日早朝の情報番組）で総合司会を務める。帯番組の司会を担当するのは、テレビ・ラジオを通じて入社後初めてである。この起用を機に、スポーツ中継の担当から事実上外れているが、スポーツ関連の特別番組や特別企画には引き続き出演している。2021年4月2日以降の金曜日には、『おはよう朝日です』本番終了後の夕方に、西森洋一（モンスターエンジン）とのコンビで『岩本・西森の金曜日のパパたち』（朝日放送ラジオの生ワイド番組）のパーソナリティを担当。6月以降は、「虎バン優勝いただき隊」（朝日放送テレビ制作番組へのレギュラー出演者で結成された阪神タイガースへの応援ユニット）の「隊長」としても活動。なお当の阪神はV逸に加え、クライマックスシリーズのファーストステージで敗退した。このため、敗退翌日（11月8日）の『おはよう朝日です』番組内で岩本は土下座して視聴者へ謝罪。「隊長」の辞任を表明するとともに、「虎バン優勝いただき隊」の解散を発表した。2014年以降スポーツ実況から離れていたが、2021年9月29日の対広島東洋カープ戦の地上波中継にて実に7年ぶりとなる副音声実況を担当（解説は桧山進次郎）した。
プライベートでは、いわゆる「体育会系」の環境で過ごした学生時代からの習慣で、朝の体幹トレーニングを日課にしている。入社してからは、週2回のペースでウエイトトレーニングを継続。2016年3月6日開催の第36回篠山ABCマラソン大会では、『おはよう朝日です』の企画を兼ねて、人生初のフルマラソンに挑戦。3時間48分53秒というタイムで完走した。2016年5月21日・22日には、『おはよう朝日です』で主にニュースキャスターを務めていた当時の先輩アナウンサー・島田大と共に、「まんが昭和むかしばなし『愛しの貧乏神』」（シアター・ドラマシティで上演の舞台作品）へゲストキャストとして出演した。
また、2018年には『おはよう朝日です』平日版の企画で富士山へ登頂。平日版の放送開始40周年に当たる2019年にも、同番組の企画で8月下旬から平日版気象キャスターの正木明や4人のスタッフとキリマンジャロへの登頂に挑んだところ、岩本だけが山頂のウルフピーク（標高5,895m）までの到達に成功した。

## 出演番組・作品

### 現在

#### テレビ
- おはよう朝日です（2015年3月30日 - 、総合司会）
  - 2018年2月からは、高校野球の実況・取材経験者として、同年開催の第100回全国高等学校野球選手権記念大会と連動したVTR取材企画「名もなき野球人の詩」のリポーターも兼務。2020年10月2日（金曜日）までは全編に出演していたが、放送枠の拡大に伴う2部構成化を機に、翌週（5日放送分）以降は第2部（6:30 - 8:00 →　2021年4月改編から6:00 - 8:00）限定で総合司会を務めている。
- ABC NEWS（不定期、スポーツアナウンサーとして活動していた時期にはプロ野球シーズン中にも担当）

#### ラジオ
- ABCニュース（不定期、スポーツアナウンサーとして活動していた時期にはプロ野球シーズン中にも担当）
- 岩本・西森の金曜日のパパたち（2021年4月2日 - ）[10]
- おはようパーソナリティ小縣裕介です
  - 先輩のスポーツアナウンサー・小縣裕介が月 - 木曜日に『おはよう朝日です』（『おは朝』）と同じ時間帯でパーソナリティを務めている生放送番組で、2022年6月6日（月曜日）から3ヶ月に1回のペースで『おは朝』とのサイマル放送を実施していることなどを背景に、サイマル放送の実施日などに『おは朝』の本番を終えてから「ゲスト」扱いで8時台に随時出演している。

#### CM
- ABCハウジング（2015年10月 - 、テレビ・ラジオともABC・関西ローカル限定で放送、新聞広告にも登場）

### 過去
- 全国高校野球選手権大会中継（テレビ・ラジオとも、2014年まで実況・インタビュアーを担当）
  - 2012年はロンドンオリンピック取材のため担当せず。ラジオでは、2013年に決勝戦を実況した。また、2014年までのラジオ中継では、試合の合間に事前収録・関西ローカルで放送される案内アナウンスに岩本の声が使われていた。

#### テレビ
- スタンダップ!（初代レギュラー、2003年10月 - 2008年3月27日）
- ミューパラ特区（2008年4月 - 2009年3月）
- 地上アナログ放送終了告知画面（2008年7月24日 - 2011年7月24日）ナレーター
- スーパーベースボール
  - 2005年・2006年のオリックス・バファローズ対読売ジャイアンツ戦（交流戦）での全国放送や、2006年の関西ダービー（阪神タイガース対オリックス・バファローズ）の2試合の実況を担当。2011年の阪神タイガース対読売ジャイアンツ戦の実況も担当。
  - 『おはよう朝日です』平日版司会への就任後は担当を外れていたが、2021年9月29日の阪神対広島東洋カープ戦（阪神甲子園球場）中継（サンテレビとのトップ&リレー方式で放送）では、「虎バン優勝いただき隊長」としての活動の一環で副音声向けながら7年振りに実況。
- サンテレビボックス席（ABCの制作による阪神戦のトップ&リレー中継で実況を随時担当）
- 2014年プロ野球オールスターゲーム中継（テレビ朝日制作・全国ネット放送）
  - 阪神甲子園球場で開催された第2戦（7月19日）で、地元局を代表してセントラル・リーグ選抜チームのベンチリポーターを担当。
- マイナビABCチャンピオンシップ実況（上述）
- アメフトXリーグなどのスポーツ中継
- FOX SPORTS ジャパン 「BASEBALL CENTER」（2013年 -　2014年、不定期でオリックス・バファローズ戦中継の実況を担当）
  - CSによるオリックス主催試合の放送権がJ SPORTSにあった2009年 - 2012年には、『J SPORTS STADIUM』オリックス戦中継の実況を不定期で担当していた。
- クイズプレゼンバラエティー Qさま!!「プレッシャーSTUDY　東大軍団vs京大軍団」（2016年2月22日、テレビ朝日制作・全国ネット） - 京都大学出身の著名人・アナウンサーで構成される「京大軍団」の1人として出演。宇治原が「京大軍団」のリーダーを務めた。
- 教えて!ニュースライブ 正義のミカタ（2020年4月11日 - 5月29日、朝日放送テレビ本社スタジオでの進行担当）
  - 新型コロナウイルスへの感染拡大の影響で、2020年4月中旬から6月第2週まで『おはよう朝日です』の出演曜日を暫定的に減らしていたこと（基本として月・火曜日にのみ出演）や、本来のMCである東野幸治が居住地に近い東京オフィス内スタジオからの生中継による出演へ切り替えたことに伴う措置。

以下の番組は、朝日放送の関連会社・sky・A sports+で2011年から放送。いずれも、矢野燿大（出演時点では朝日放送野球解説者）と共演していた。
- 虎魂
- 金谷多一郎・矢野燿大の考えるゴルフ

#### ラジオ
- ABCミュージックパラダイス - パーソナリティ（2002年10月 - 2009年4月3日）
- ABCフレッシュアップベースボール - 阪神タイガース戦およびオリックス・バファローズ戦中継の実況・リポーター
  - 2010年10月3日の広島東洋カープ対阪神戦（MAZDA Zoom-Zoom スタジアム広島）中継では、テレビ・ラジオを含めて在阪局で唯一、マット・マートンがNPBシーズンタイ記録の200安打を達成した瞬間を実況した（マートンは後に記録を更新）。
  - 2013年9月15日の東京ヤクルトスワローズ対阪神戦（神宮）中継では、ウラディミール・バレンティン（ヤクルト外野手）がシーズン56号本塁打（1回裏・NPBのシーズン新記録）と57号本塁打（3回裏・2打席連続・アジアにおけるプロ野球のシーズン新記録）を放った瞬間を実況で伝えた。
  - 公式サイトでは、担当を外れた2015年度も、シーズン中盤まで「実況アナウンサー」として紹介されていた（後に削除）。
- 元気イチバン!!ぶっちぎりプレイボール木曜日（2008年度） - リポーター
- 武田和歌子の野球にぴたっと。（2010年以降の『ABCフレッシュアップベースボール』前座番組） - 『ABCフレッシュアップベースボール』のナイトゲーム中継で実況・リポーターを担当する日に出演。
- スポーツにぴたっと。（2010年度 - 2013年度のナイターオフ番組）- 2010年度のみ月・火曜日メインパーソナリティ。2011年度以降は、リポーターやパートナーとして不定期で出演。
- ABCフレッシュアップベースボール 矢野燿大のどーんと来い!!
  - スポーツアナウンサー時代の2011年度から、パートナーとして出演。『矢野燿大・関本賢太郎のどーんと来い!!』というタイトルで放送された2015年度版でも、引き続きパートナーを務めた。
- 矢野燿大の「アスリートの舞台裏」（2011年5月 - 、不定期放送）- パートナー
- 岩本計介のロンドンオリンピックへの道（2012年1月 - 7月、『月曜スペシャル』枠で月1回放送）
- 岩本計介のちょびっと（2015年11月2日 - 11月4日）
- ドッキリ!ハッキリ!三代澤康司です（2016年2月29日） - 本来の月曜パートナーで後輩アナウンサーの桂紗綾が休暇に入っていたことから、岩本の新人研修を三代澤が担当した縁で、『おはよう朝日です』の本番終了後にパートナー代理として出演。
- ほろ酔い朝日です（2016年3月28日 - 2018年9月24日）
  - 『おはよう朝日です』からの派生番組で、同番組平日版アシスタント・後輩アナウンサーの喜多ゆかり→川添佳穂と交互に出演。2016年の敬老の日（9月19日）の放送では、自身の実父をゲストに迎えたことから、出演番組では初めての「父子共演」が実演した。
- 桑原征平粋も甘いも「粋甘流☆美女と野獣NEO」（2021年4月）
  - 「手のひらで征平を」というお題で、童謡「手のひらを太陽に」の替え歌を歌唱。

#### 舞台作品
- まんが昭和むかしばなし『愛しの貧乏神』（2016年5月21日・22日、シアター・ドラマシティ）
  - 朝日放送でテレビドラマの制作に携わる森山浩一プロデューサーが作・演出を担当した作品で、内閣総理大臣役としてゲスト出演。